# Staré Město (ort i Tjeckien, Olomouc)
Staré Město är en stad i Tjeckien.   Den ligger i distriktet Okres Šumperk och regionen Olomouc, i den östra delen av landet, 180 km öster om huvudstaden Prag. Staré Město ligger 544 meter över havet och antalet invånare är 2 054.
Terrängen runt Staré Město är huvudsakligen kuperad. Staré Město ligger nere i en dal.Runt Staré Město är det ganska glesbefolkat, med 27 invånare per kvadratkilometer. Närmaste större samhälle är Jeseník, 19,8 km öster om Staré Město. Omgivningarna runt Staré Město är en mosaik av jordbruksmark och naturlig växtlighet.